# Ибн Аммар
Зу ль-Визаритайн Абу Бакр Мухаммад ибн Аммар аль-Андалуси, известный как Ибн Амма́р (араб. ابن عمار‎;
1031—1086) — арабский поэт из Силвеша.

## Биография
Ибн Аммар, происходил из португальской мусульманской семьи, стал визирем тайфы Севилья. Хотя он был беден и неизвестен, его мастерство в поэзии принесли ему дружбу с молодым Аббадом аль-Мутамидом, который после смерти отца Аббада аль-Мутадида на какое-то время назначил его премьер-министром. Ибн Аммар слыла непревзойденным шахматистом; по сообщению Абдульвахида аль-Марракуши, победой в игре, убедил Альфонсо VI Кастилии отойти от Севильи.
Он спланировал захват тайфы Мурсии и убедил аль-Мутамида назначить его своим губернатором. Он провозгласил себя королем и оборвал отношения с аль-Мутамидом. Вскоре он потерял власть, схвачен и заточён в тюрьму в Севилье. Аль-Мутамид изначально был склонен к прощению, но после того, как прочитал перехваченное письмо Ибн Аммара рассердился и убил поэта собственными руками.